# Jedlí
Jedlí település Csehországban, Šumperki járásban. Jedlí Štíty, Zábřeh, Horní Studénky, Drozdov és Svébohov településekkel határos. Lakosainak száma 670 fő (2024. január 1.).

## Népesség
A település lakosságának változását az alábbi diagram mutatja:
| Lakosok száma | 1576 | 1396 | 1175 | 813  | 763  | 711  | 680  | 679  | 674  | 670  |
|               | 1869 | 1890 | 1921 | 1950 | 1980 | 2001 | 2017 | 2019 | 2022 | 2024 |